# Karl 10. af Frankrig
Karl 10. af Frankrig (fransk: Charles X) (9. oktober 1757 – 6. november 1836) var konge af Frankrig og Navarra fra 1824 til 1830.
Han var bror til Ludvig 16. og Ludvig 18. I sit lange liv før kroningen var han tituleret og kendt som greven af Artois. Karl flygtede straks efter stormen på Bastillen til udlandet, hvor han agiterede for militær indgriben mod revolutionen i Frankrig. Han vendte tilbage til Frankrig i 1813 ledsaget af de udenlandske tropper og blev i 1815 leder af de ultrareaktionære.
Han blev kronet i Notre-Dame de Reims efter broderens død i 1824. Karl forsøgte i stadig strid med deputeretkammeret at få de demokratiske institutioner nedlagt og genindføre en form for enevælde. Han blev afsat ved Julirevolutionen i 1830.
Karl døde i eksil af kolera i den østrigsk-italienske by Görz.